# オーストラリアの歴史
本項では、オーストラリアの歴史（オーストラリアのれきし）について記述する。
地理的に他の大陸から隔絶されたオーストラリアは、長きにわたって西洋文明の影響を受けずにいたが、度重なる航海の結果、その存在はヨーロッパの人々の知るところとなった。流刑植民地とされた同地は、1851年の金鉱発見以来、一攫千金を夢見る多くの人々を惹き付けた（ゴールドラッシュ）。こうした過程で侵略者と先住民の、あるいは者や移民同士の軋轢を経験しつつ、オーストラリアはヨーロッパ人が侵略し植民地にした国から連邦国家へと変貌を遂げるに至った。
連邦成立後は、旧宗主国イギリスと新興国アメリカ合衆国との狭間で揺れながらも独自性の模索を続け、主にアジア地域との関係強化を図っている。

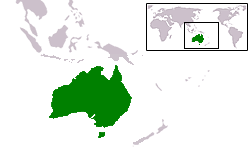
オーストラリアの位置

## 前史

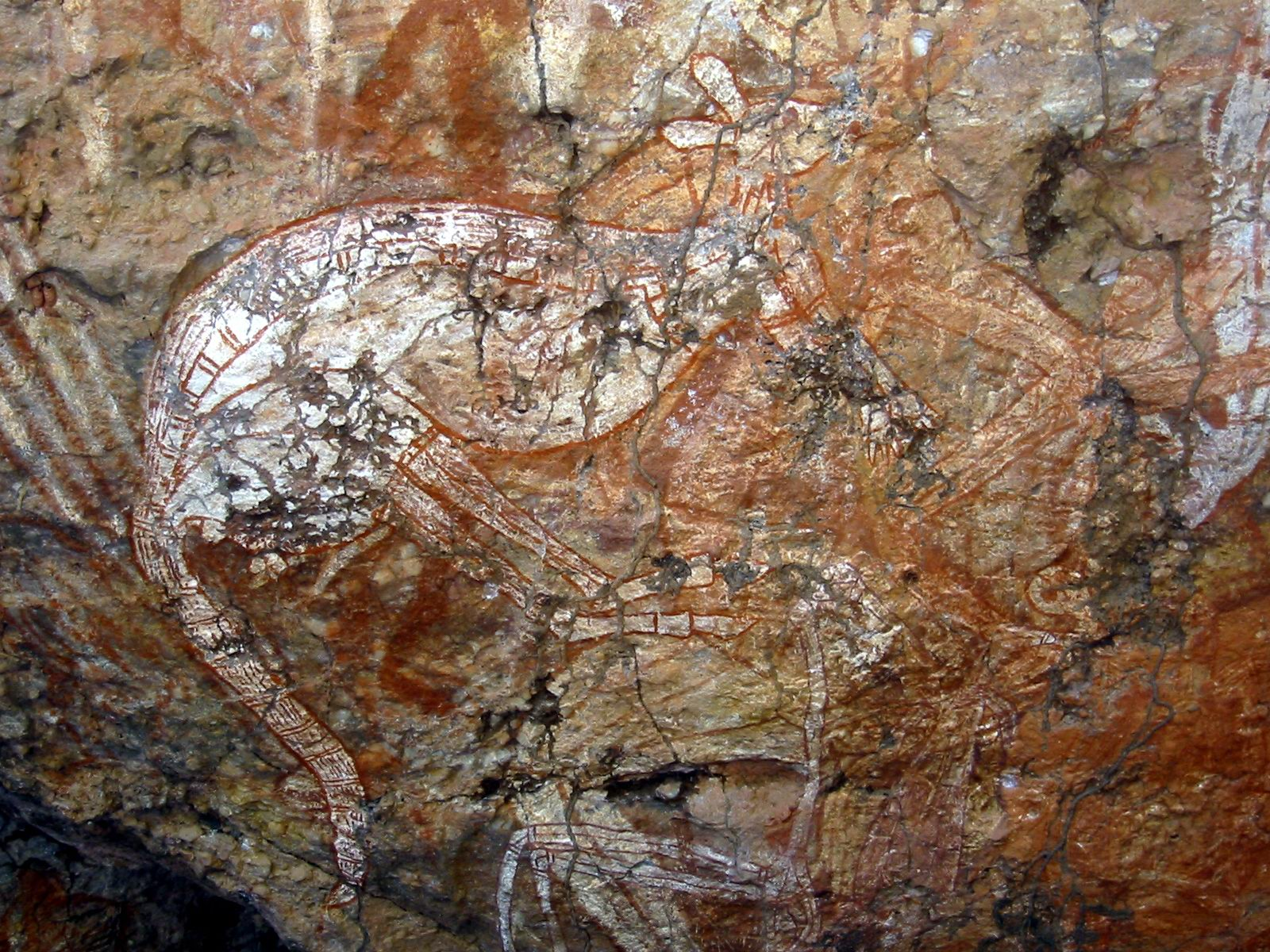
アボリジナルの壁画

約5万年前、更新世末期のオーストラリア大陸は、現在に比べて海水面が100m以上低かったため、ニューギニア島やタスマニア島を包含していた。また、ジャワ島やスマトラ島、ボルネオ島はアジアと地続きになり、スンダランド (Sundaland) の一部を構成していた。このため、両者を分かつ海域は現在に比して狭く、航行も比較的容易であった。オーストラリア先住民、いわゆるアボリジナル(日本ではアボリジニと呼ばれることが多い） (indigenous people) はこの頃、スンダランドから海を渡ってオーストラリアに到来したものとみられている。アボリジナルは長くオーストラロイドに分類されてきたが、遺伝子の分析や頭蓋骨の測定の結果から、広義のモンゴロイドに属するとの見方が浮上し、オセアニア系モンゴロイドに分類されるようになった。さらには従来の「人種」の概念を否定したより新しい人類集団の分類では、ニューギニアのパプア人と同じくサフール人に分類され、広くは従来モンゴロイドとされた東ユーラシア人（東・東南アジア人）及び南北アメリカ人（アメリカ先住民）と共に「環太平洋人」とする新しい学説もある。
2014年時点で発見されているオーストラリア最古の人類の化石は、約4万年前のムンゴマンと呼ばれる男性である。
更新世以後長きに亘り、オーストラリアの歴史はアボリジナルの歴史となるが、詳しいことは判っていない。遺構から発見された人骨や洞穴に描かれた絵画、語り継がれた神話から推し量る以外に術はない。オーストラリアが歴史の舞台に現れるのは、西洋人との接触の時代まで待たねばならない。
オーストラリア大陸が現在のような状況になって以降は、ヨーロッパ人の到来まで、オーストラリアは外界から隔絶された場所だったという認識が強い。しかし、近年はこれを覆す研究結果が幾つかある。約4000年前には豪州大陸へと渡った古代のインド人とアボリジニとが混血していたという研究結果がある。アボリジニの伝承には、ヨーロッパ人の来訪以前からも、どこからかやってきた黒人や白人たちと交流があったとの話が伝わっており、中東やアフリカからオーストラリア北部を訪れる船乗りがいたと推測する者もいる。
2世紀に描かれたプトレマイオスの世界地図が示すように、西洋の人々は古くから、南方に大陸が存在するとの考えを持っていたようであるが、彼らがオセアニアの海域に到来するのはいわゆる大航海時代になってからのことである。

## 初期の探検

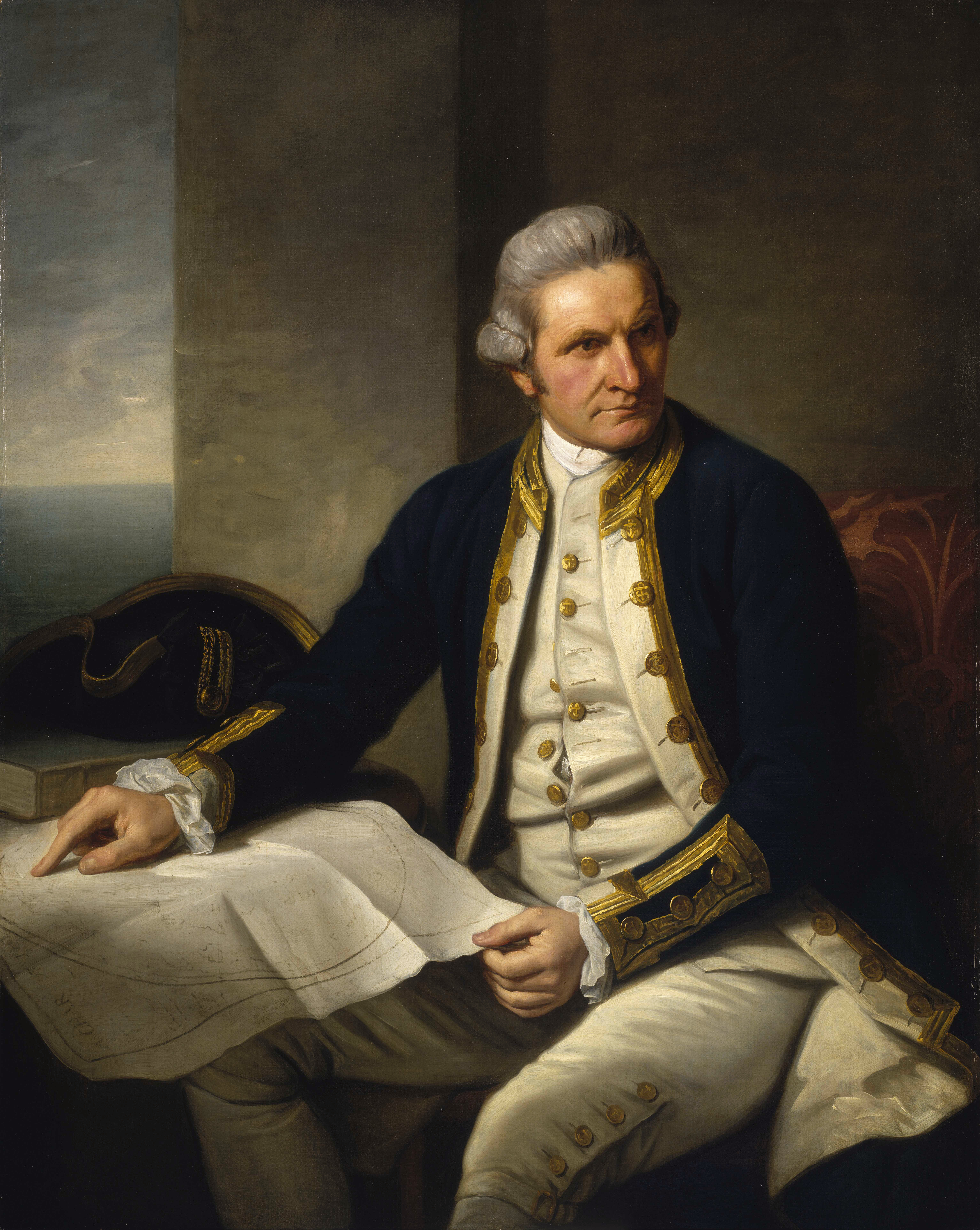
ジェームズ・クック

1588年にスペインの無敵艦隊が敗れてから、凋落したスペインに代わってオランダ、ポルトガル、イギリス、フランスが東洋での覇権争いに名乗りを上げた。
ヨーロッパ人航海者がオーストラリア大陸に最初に到達したのは1606年のことである。オランダ東インド会社のウィレム・ヤンスゾーン(Willem Janszoon)がケープヨーク半島の西側を視認して上陸し、周辺の海岸を海図に記した。同年にはスペイン人ルイス・バーエス・デ・トーレス (Luis Váez de Torres) がニューギニア島との間の海峡を航海した。オーストラリア大陸を見ることはなかったものの、ニューギニアとオーストラリアが地続きでないことが明らかとなり、この海峡は彼の名を取って「トレス海峡」と呼ばれるようになった。1616年には喜望峰を回ってバダヴィアに向かうオランダ東インド会社の船長ディルク・ハルトフ(Dirk Hartog)がオーストラリア西岸をヨーロッパ人として初めて目にし、今日彼の名前で呼ばれるダーク・ハートッグ島に上陸した。
オランダ人アベル・タスマン (Abel Janszoon Tasman) は1642年、西海岸を回って南部に達してタスマニア島を発見し、さらに東進してニュージーランドを発見した。のちの植民地時代、タスマンの命名に従い、前者は「ヴァン・ディーメンズ・ランド (Van Diemen's Land) 」、後者は「ステイテン・ランド (Staten Land) 」と呼ばれた。
1644年の航海では、タスマンはニューギニア島からトレス海峡を縦断し、オーストラリア北部の沿岸を周航した。しかし、航海の最大の目的である、有望な貿易商品（香料など）の発見は叶わなかった。
イギリスからは、海賊ウィリアム・ダンピア (William Dampier) が17世紀末に西海岸に上陸した。ダンピアの報告を受け、王立協会は改めて調査船を現地へ派遣した。
時代は下り1766年、イギリスはジェームズ・クック (James Cook) を船長とする観測隊をタヒチ島に派遣した。1769年6月3日、予定通り金星の太陽面通過を観測した一行は太平洋を南下した。10月7日にニュージーランドを発見した一行は、同地を探検したのち進路を西に変え、1770年4月20日にオーストラリア東海岸に到達。4月29日、シドニーの南方に位置するボタニー湾に上陸した。
クックは、大陸の東海岸一帯を国王ジョージ3世の名において領有すると宣言し、この地を「ニュー・サウス・ウェールズ」と命名した。なお、クックが領有を宣言した範囲は現在のニュー・サウス・ウェールズ州よりも広く、現在のビクトリア州、クイーンズランド州、タスマニア州などを含んでいた。
なお、決定的証拠はないが、1770年に上陸したジェームズ・クックよりも150年も前に山田長政が先にオーストラリア大陸を発見していたという説がある。

## 植民地支配の本格化

### 流刑地

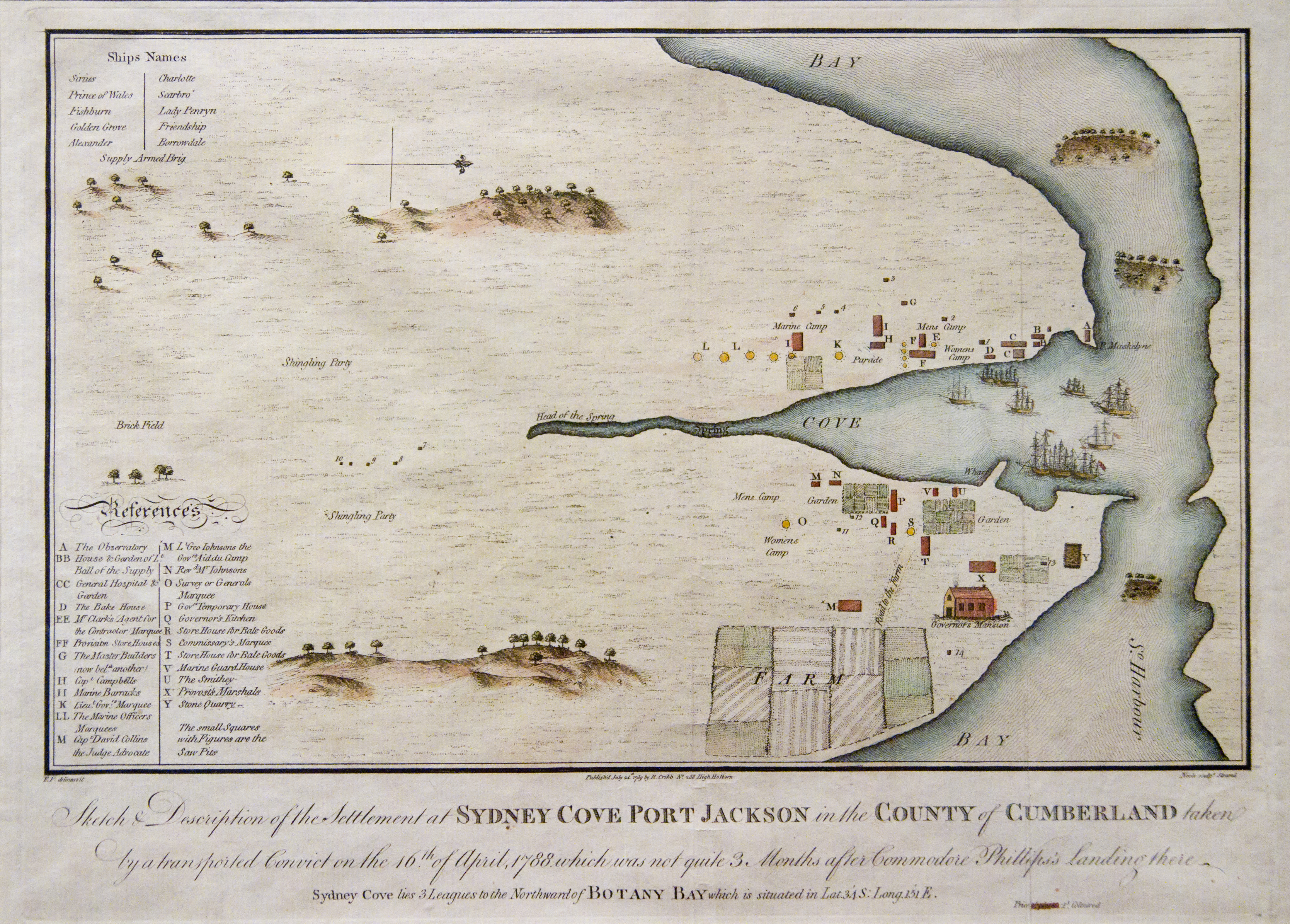
フランシス・フォークスによるシドニー・コーブの概略図（1788年）。北は右側になる。現在では入り江の右下にはシドニー・オペラハウスが建設されている場所に該当する。

18世紀後半に至ると、イギリスはこの地の開発を本格的に進めるようになる。その目的は、先住民の迫害を伴う資源獲得や囚人対策と言われている。
1780年代のイギリスは、エンクロージャーによる土地喪失者、産業革命による失業者などが都会に集まって犯罪者の数が激増した。微罪に問われた者でも収監する法制度もあいまって国内の監獄は満員となり、囚人を収容しようにも余裕がなくなる事態となった。加えて1776年のアメリカ独立は、巨大な流刑地の喪失を意味していた。流刑地の確保は、政府にとって重要課題だったのである。
当初は、比較的イギリスに近いカナダや西アフリカが候補地として挙がっていたが、カナダは寒冷地であるため、また西アフリカは疫病に罹患する恐れがあるため対象から外され、その結果ニュー・サウス・ウェールズが選ばれた。政府は、退役海軍将校アーサー・フィリップ (Arthur Phillip) を初代総督に任命し、植民地建設に当たらせた。
1787年5月13日、フィリップ率いる第1船団 (first fleet) 11隻は、1500名弱の人員（うち流刑囚約780名）を乗せてポーツマスを出航し、翌1788年1月18日にボタニー湾に到着した。その後、より入植に適した土地を求めて、北に12キロメートルのポート・ジャクソン湾内のシドニー・コーブを発見した。1月26日に上陸、この地のイギリスによる領有を宣言し、入植を開始した。これを記念して、1月26日は「オーストラリアの日 (Australia Day) 」と呼ばれる祝日となっている。1790年6月に、第2船団6隻が、1791年7月から10月にかけて第3船団10隻が到着し、徐々に開発が進められた。この過程で、入植者がアボリジナルを襲撃したり、逆にアボリジナルが入植者を殺害するといった事件が発生した。
入植開始時に、治安維持のため囚人らと共に到来した「ニュー・サウス・ウェールズ軍団 (New South Wales Corps) 」と呼ばれる将校らは、公有地を私有化した上、富裕層と結んで船荷の購入を独占した。未だ必需品を自給できない当時にあって、彼らは輸入貿易を押さえることにより利益を壟断した。また、通貨が普及していなかったことを利用し、輸入したラム酒を通貨の代わりとして巨利を得た。
イギリスは、エマンシピスト（刑期を終えた囚人）や自由移民に若干の土地を無償供与し、独立自営農民とする社会の建設を企図していたが、その目論見は早くも崩れ、富の偏在が進んだ。これを是正しようとした総督は富裕層と対立し、次々とその座から降ろされた。
日本との貿易を開けるのにアメリカの北西海岸の毛皮を使用する試みを支えることは1788年にニュー・サウス・ウェールズ州に英国の植民地を確立するための理由の一つだった。イギリス商人は、1785年から1795年の十年間に、サー・ジョゼフ・バンクス王立協会会長によって励まされ、彼らの政府によって支えられたと、この貿易を開発する粘り強くこの試みを試みた。但し、領域及び北太平洋の航行の長い間にした要求を断固に守るために、スペインは定められた。また、日本は鎖国政策に頑固に維持した。この対立に直面して、イギリス商人の希望及び努力は終に水泡に帰した。

### ラム反乱
1806年に総督に着任したウィリアム・ブライ (William Bligh) は、ニュー・サウス・ウェールズ軍団の専横を断つべく、大鉈を振るった。即ち、軍団の収入源たるラム酒を決済手段として使用することを禁じたのである。しかし、軍団の元将校ジョン・マッカーサーら現地の有力者がこれに反発。ニュー・サウス・ウェールズ軍団も同調した。1808年1月、少佐ジョージ・ジョンストン (George Johnston) 率いるニュー・サウス・ウェールズ軍団は総督府を襲撃し、拘束したブライを1年余りにわたって幽閉した。これを「ラム反乱 (Rum Rebellion) 」と呼ぶ。
副総督を自称したジョンストンは、同年7月まで植民地の実権を掌握した。その後も政権は反乱者側の手にあったが、イギリス本国から派遣されたラクラン・マクォーリー (Lachlan Macquarie) が1810年に総督に就任して、事態はついに収まった。ジョンストンとマッカーサーは本国で軍法会議に掛けられ、マッカーサーは事実上の無罪とされたが、ジョンストンは官職を剥奪され、ニュー・サウス・ウェールズ軍団は本国に召還された。以後マクォーリーは、決済手段としての通貨の流通を図ると共に、病院や道路、銀行の建設を推進して生活環境の向上に努めた。

### 侵略・植民地主義

オーストラリア各州の形成と変遷

入植当初のイギリス領は大陸東部、より具体的には東海岸から東経135度線に至る地域や周辺の島嶼部であったが、1825年に東経129度まで拡張され、1827年に全大陸が包含された。
ジョージ・バス (George Bass) とマシュー・フリンダース (Mathew Flinders) が1795年から行った調査は、ニュー・サウス・ウェールズ沿岸の地図の作成に貢献した。フリンダーズは地図製作に当たり、古代ギリシア人やローマ人が存在を信じていた「テラ・アウストラリス・インコグニータ（Terra Australis Incognita：「南方の未知なる大陸」の意）」にちなみ、「オーストラリア」の名をイギリス海軍省に提案した。
シドニー周辺に始まる奥地の探検は、ブルー山脈を越えることから始まった。グリゴリー・ブラックスランド、ウィリアム・ローソン (William Lawson) 、ウィリアム・チャールズ・ウェントワース (William Charles Wentworth) の3名は1813年、同山脈の先に広がる平野を発見した。これを契機に内陸開発が進められ、その拠点となる都市として、この平野にバサーストが建設された。
肥沃な大平野の発見は、牧羊業の勃興を促した。この頃イギリス毛織物業界は、原料の羊毛をヨーロッパ大陸から輸入していたが、オーストラリアはメリノ種の羊を大陸の風土に合うよう改良して良質の羊毛を産した。ラム反乱の黒幕・マッカーサーは、牧羊業で財を成した人物の代表格である。
牧羊業は1834年、それまでの基幹産業たる漁業を上回るまでに成長した。欧米と隔絶したオーストラリアにあって、高額な輸送料を払ってなお採算の取れる商品は羊毛程度しかなかったという事情もあり、羊毛の輸出額は、19世紀半ばにはオーストラリアの輸出総額の半分を超えた。イギリスでは、輸入される羊毛の過半をオーストラリア産のものが占めた。
牧羊に必要な土地は、未開の公有地を無断で開拓する、いわゆるスコッターの横行によってもたらされた。総督府は居住地制限を実施したが効果はほとんどなく、現状を追認せざるを得なかった。
こうした開発は、アボリジナルとの間に流血の抗争を生んだ。その一方で、入植者との混血も進んだ。タスマニア島では、アボリジナル女性トゥルガニニが1876年5月に死去したことをもって、「純血」のアボリジナルは絶滅したとされる。
流刑植民地としての大陸の性格にも変化が現れた。タズマニアが1825年にニュー・サウス・ウェールズから分離したのを皮切りに、西オーストラリアやヴィクトリア、クィーンズランドが、それぞれ独立の植民地となった。これと並行して、総督による統治権の制限や、立法機関や行政機関の設置を要求する声が強まり、各植民地に評議会が設置された。1840年から1868年にかけて、全植民地が流刑制度を廃止した。

## 黄金発見と社会変革

### ゴールド・ラッシュと白豪主義の強化
1851年、エドワード・ハーグレイヴス (Edward Hammond Hargraves) がシドニーの西北西約260km地点のルイス・ポンズ・クリークで金鉱を発見した。これを聞き付けた人々が大挙して押し寄せたのを切っ掛けに、アメリカに次ぐゴールド・ラッシュが発生した。
大量の労働者が金鉱地へ流出したメルボルンでは市の機能が麻痺しかけ、対策として「市の周辺で金鉱を発見した者に賞金を与える」と布告したほどであった。この結果、バララット、ベンディゴーなどの金鉱が新たに発見され、人々の採掘熱はさらに高まった。
国家体制の未成熟なオーストラリアで発生したゴールド・ラッシュが与えた影響は、アメリカのそれに比べて遥かに大きかった。黄金の魅力に憑かれた人々が世界中から集まり、1851年時点で437,665人であった人口は、1861年には1,168,149人にまで激増した。中でも、最大級の外国人集団となった中国人の存在は欧米出身者らには脅威と映り、排斥運動に発展し、白豪主義の強化へと繋がっていく。
1854年、採掘者に対して重い採掘料を課すなどの規制に反発した鉱夫約150名が、ユーリーカ砦 (Eureka Stockade) に籠城した。12月、警察や兵が砦を攻撃し、約15分で反乱は鎮圧されたが、首謀者のほとんどは放免され、彼らの要求（普通選挙権の付与など）はほぼ全面的に認められた。

### 資本主義の発達
地表近くの金の採取量が激減すると、岩石中に含まれる金の採取が始まった。このような形での採取は、個人の手作業ではもはや不可能であり、急速に採掘の機械化が進んだ。金採取を諦めた人々の多くは、農業を行おうにも大半の土地が既に占有されていたことから、都市に集まって職を求めた。彼らが低賃金労働に甘んじた結果、人件費が抑えられ、製造業の競争力は高まった。また、人口増加による住宅需要の高まりは不動産業の発展を促した。
オーストラリアは、世界の主要市場から遠く離れていることや水が不足していることなどにより、経済はアメリカほど急速には発展してこなかった。入植初期にはアザラシの皮革や鯨肉、羊毛などの一次産品を輸出して、工業製品を輸入する構造が続いた。しかし羊毛価格の急落や旱魃で羊毛業が打撃を受けたのに対し、ゴールド・ラッシュ以降は金のみならず、鉛、亜鉛、銅などの鉱業が発展した。これを背景に、鉄道網や電信網などの産業基盤が整備された。
第一次産業にも進展がみられた。ユージン・ニコル (Eugene Nicolle) らが冷凍装置を備えた輸送船を開発したことにより、食肉の輸出が盛んになった。また、ウィリアム・ファラー (William Farrer) は誘病と旱魃に強い小麦の開発に成功した。

### 労働運動
ユーリーカ砦の反乱は労働者の権利拡大に繋がり、オーストラリアにおける労働運動の原点ともいわれる。1856年には労働者が長時間労働への抵抗を試み、8時間労働制を勝ち取った。以後、各地で労働組合が組織され、低賃金労働の是正を求める争議がなされた。
1890年代に至ると金融恐慌が発生し、主要銀行が次々と取引停止に追い込まれた。同時に羊毛や土地の暴落も起こり、さらに大旱魃に見舞われるなど、経済は混乱に陥った。労働環境の悪化は争議の頻発を招いたが、ほとんどは失敗し、労働組合は弱体化した。こうした現状を打破すべく、オーストラリア労働党 (Australian Labor Party) が結成された。連邦成立後の1904年には労使間の紛争調停のため、連邦調停仲裁裁判所が設立された。

### 白豪主義
大英帝国によるオーストラリア大陸侵略・植民地支配以来、アボリジニへの迫害や人種差別政策が行われ続けてきたが、19世紀後半は、白人の優越を原則とする「白豪主義 (White Australia policy) 」が強化された時代でもあった。
その大きな要因はゴールド・ラッシュである。上述の通り、中国人が金鉱採掘のため大量に流入し、競争相手たる白人採掘者との間に摩擦が生じた。白人の反感は中国人の移住制限となって現れた。対象はサトウキビ生産のため連れて来られたオセアニア諸国の人々（カナカ人）や真珠採取のための労働力となった日本人など、他の有色人種にも拡大し、大英帝国の一員であるはずのインド人にまで規制が加えられた。
その手段として用いられたのが、「ナタール方式（南アフリカのナタールで行われた方式）」と呼ばれる語学試験であった。これは、担当官が読み上げるヨーロッパの言語による文章を移住希望者に書き取らせるというもので、これによって非欧米系の移住希望者は軒並み排除された。他方で、イギリス本国やアイルランドからの移民は積極的に受容された。
こうした動きと並行して、法制の整備も進んだ。植民地政府は1855年、中国人がヴィクトリアに入国する際に課税をする移住制限を実施。この動きは周辺の植民地にも拡大し、クイーンズランドでは1877年に「中国人移民制限法」が、ニュー・サウス・ウェールズでは1896年に「有色人種制限及び取締法」が制定された。1901年に制定された連邦憲法の第51条には、移民を制限する権利や、有色人種を対象とする特別法を制定する権利を連邦が持つことが明記された。これを根拠に「連邦移民制限法」が成り、有色人種の移住制限が全土に適用されることとなった。こうしてオーストラリアは、世界で初めて人種差別を国是として法制化した連邦制をとり、その後1907年にイギリス連邦の一員としてのオーストラリア連邦（Commonwealth of Australia）なった。
白豪主義は、20世紀中葉までオーストラリアの中心的イデオロギーとして機能した。20世紀には日本の軍備拡張を背景として、日本を主な排斥対象としたが、1902年に日英同盟を締結していたイギリスの対日政策とはしばしば対立した。

## 新連邦と両大戦

### 連邦成立

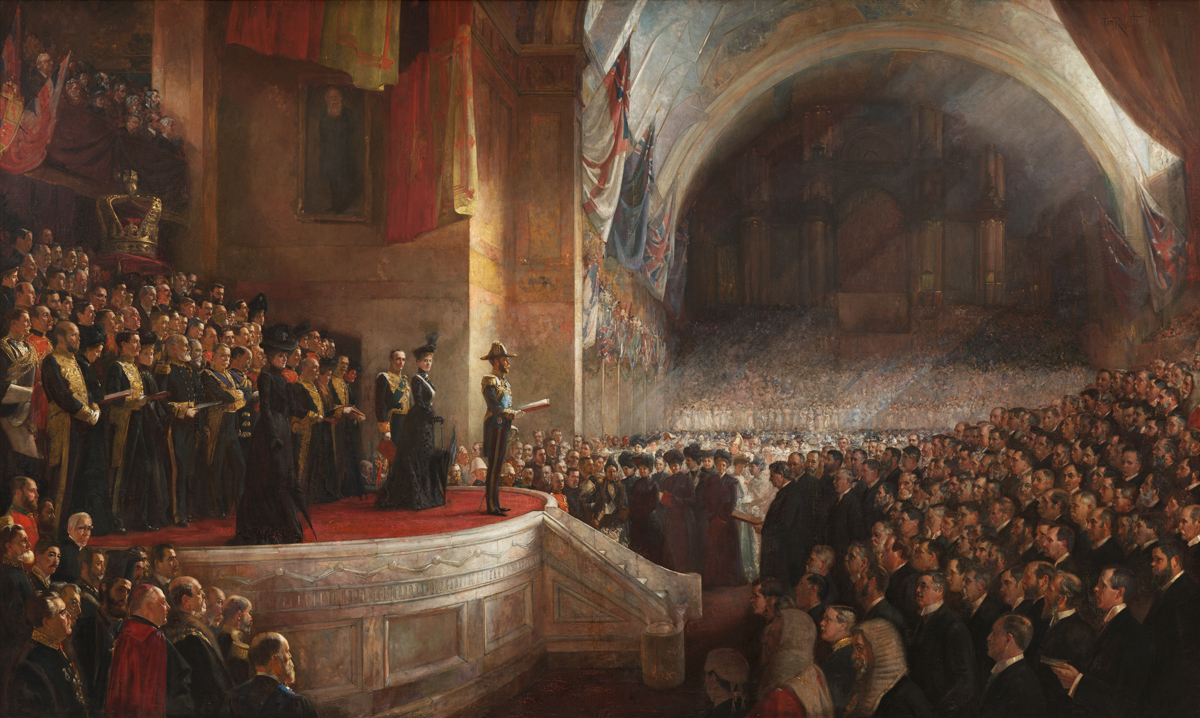
第1回連邦議会の開会式

労使対立や1890年代の金融恐慌などによる社会不安は、各植民地の連携を促進した。1890年2月にメルボルンで、1891年3月にはシドニーで、連邦憲法制定に向けた会議が開催された。同様の会議が各地で開催され、アメリカ型の連邦国家の建設が決定した。これに沿って憲法草案が作成された。1900年、イギリス議会はオーストラリア憲法令を可決し、翌1901年1月1日にオーストラリア連邦 (Commonwealth of Australia) が成立した。これによりオーストラリアは内政自治権を獲得したが、外交権はなおイギリスの手にあった。
連邦成立以後のオーストラリアは主に労働党政権のもとで、貿易航海時の外国船使用の禁止と白人船員雇用の義務化、連邦関税の設定など保護主義的政策を採った。政府は鉄道網や道路網、電信網などほとんどの社会基盤整備を主導し、また連邦調停仲裁裁判所の設立、出産手当の創設、大土地主有の制限などもこの時期に実施された。労働党はこうした社会主義的政策で支持を集め、党勢を拡大した。これに対し、自由貿易派のジョージ・リード (George Reid) らは反社会主義を掲げ、労働党と対立した。

### 第一次世界大戦

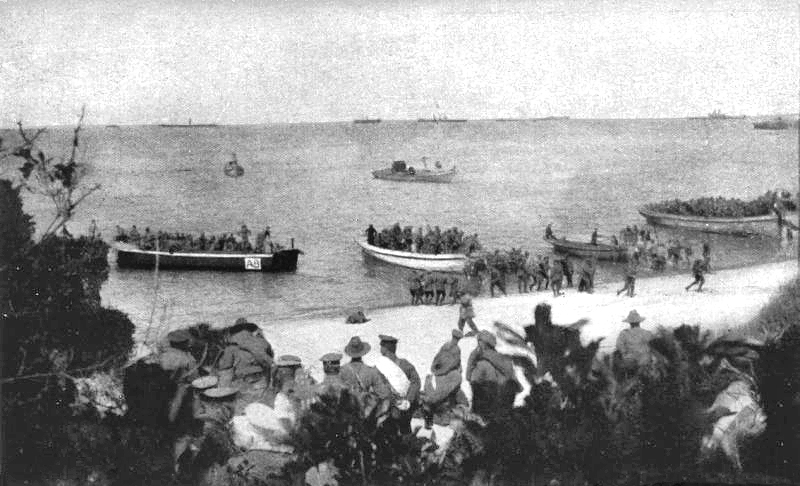
ガリポリ半島に上陸するANZAC

1914年7月に第一次世界大戦が起こると、オーストラリアはイギリスと共に連合国の側に付いて参戦した。
7月31日に「最後の1人、最後の1シリングまで (our last man and our last shilling) 」イギリスと共に戦わねばならぬと訴えた労働党党首アンドリュー・フィッシャー (Andrew Fisher) は首相に就任すると、海軍を派遣して南太平洋のドイツ領を占領した。また中近東やヨーロッパには義勇兵（ニュージーランド軍との合同部隊）が向かい、各地を転戦した。この部隊はオーストラリア・ニュージーランド軍団の頭文字を取ってアンザック (ANZAC) と通称された。ANZACは1915年、オスマン帝国（現在のトルコ）のガリポリ半島上陸作戦に失敗（「ガリポリの戦い」の項を参照）し、8,141名の戦死者を出す大損害を蒙ったが、作戦決行日の4月25日は以後ANZACの日 (ANZAC Day) として記念された。
死傷者数の増加に伴い、義勇兵に頼っての戦争遂行は次第に困難となった。連邦防衛法は正規軍の海外派兵を禁じていたが、首相ウィリアム・ヒューズ (William Hughes) はこれを改めるべく、1916年に国民投票を実施して、海外派遣を伴う徴兵制導入の是非を問うた。この一件は労働党内でも意見が集約できず、国論も二分したが、結局僅差で否決された。労働党から不信任されたヒューズは、自派の議員らと共に離党してナショナリスト党 (Nationalist Party of Australia) を結成、再度国民投票を実施したが、これも否決された。
この大戦で、オーストラリアは約40万人を動員した。総人口が500万に満たない当時のオーストラリアにとっては、かなりの動員数であったといえよう。このうち死者数は、59,258人を数えた。
パリ講和会議には、首相ヒューズが全権代表として参加した。太平洋の旧ドイツ領諸島の帰属については、日本と激しく争った末に、赤道を挟んで北側を日本が、南側をオーストラリアがC式委任統治領として確保することで妥結した。また、日本が提案した人種平等案（国際連盟規約への人種差別撤廃条項挿入）に対してはカナダと共に反対し、これを阻止した。白豪主義は堅持され、オーストラリア国内ではナショナリズムが高揚した。

### 戦間期
第一次大戦は、自治領のイギリスに対する発言権強化に繋がった。イギリスは1926年、バルフォア報告によって自治領に対して広汎な自治権を認め、1931年にウェストミンスター憲章として法制化した。カナダとアイルランド自由国が直ちに憲章を批准したのに対し、対英依存の維持が得策と判断したオーストラリアはあえて批准しなかった。オーストラリアが同憲章の批准に踏み切るのは、1942年のことである。後述するように、この年はシンガポール陥落などを背景にオーストラリアが対米関係を重視し始めた年であった。
大戦が経済に与えた影響も大きかった。戦争遂行のために労働力を割かれたことから、特に農村部で深刻な人手不足を招いたのである。対して第二次産業は、ニューキャッスルに竣功したBHP（現BHPグループ）の製鋼所が象徴するように、好調な需要に支えられて伸張した。通商禁止措置や連邦関税による外国企業進出の抑制もこれを後押しした。
1929年10月に発生した世界恐慌はオーストラリアにも及び、深刻な失業問題を生んだ。この大恐慌と時を同じくして政権に就いた労働党のジェームズ・スカリン (James Scullin) は、輸入制限や財政支出の削減、通貨の25%切り下げなどによる事態の収拾を図ったが、景気は好転しなかった。右翼組織「オーストラリア帝国連盟」はスカリン政権を指弾し、労働党内では経済政策の是非を巡る内紛が起こった。政権に反発してインフレ抑制を訴えたジョゼフ・アロイシアス・ライオンズ (Joseph Aloysius Lyons) ら右派は脱党し、ナショナリスト党の議員らと共に統一オーストラリア党 (United Australia Party) を結成した。ライオンズは翌1932年、政権を掌握した。
恐慌は、世界的な経済ブロック形成の動きを促した。スターリング・ブロックに入ったオーストラリアはイギリスの綿製品を優遇し、日本製品やアメリカ製品の輸入を制限した。日本は通商擁護法を発動し、オーストラリア産の羊毛を締め出して報復した。この緊張は、1938年の日豪通商協定締結によって一応の収拾をみた。
外交面でも、日本に対する警戒の目が向けられた。ライオンズ内閣の外相ジョン・レイサム (John Latham) は東アジア諸国を歴訪し、日本にも訪れた。表向きは貿易促進のためとされたが、真の目的は、日本が中国大陸に関心を寄せたことで南進の恐れが低下したのか否かを見極めるためであった。

### 第二次世界大戦
ヨーロッパでは1939年9月1日にドイツがポーランドに侵攻、第二次世界大戦が始まった。首相ロバート・メンジーズ (Robert Gordon Menzies) は第一次大戦時と同様、イギリスの参戦によって自動的にオーストラリアも戦争状態に入ったと表明。直ちにイギリス側に立って参戦することを決定し、まず中東・地中海沿岸に、次いで北アフリカ地域に志願兵を派遣した。
1941年12月に日本軍が真珠湾攻撃を行うと、首相ジョン・カーティン (John Curtin) は日本に対する宣戦を布告した。日本軍はビルマ（現ミャンマー）やオランダ領東インドを次々に攻略し、殊に1942年2月15日のシンガポール陥落はオーストラリアに衝撃を与えた。本土の危機に直面したオーストラリアは、中東の兵を回収した。苦戦を強いられるイギリスはオーストラリアに満足な支援を行う余裕を持たず、失望したオーストラリア国民の間からは、アメリカを頼る声が高まった。
1942年3月、フィリピンから脱出したダグラス・マッカーサーがオーストラリアに赴き、西南太平洋連合軍最高司令官として戦争を指揮した。1942年は、オーストラリアの対外政策の主軸がイギリスからアメリカに転換する画期となった。
日本軍は1942年の2月から7月にかけてダーウィン、ブルーム、タウンズビルなど大陸北部の爆撃を繰り返し、5月には特殊潜航艇を用いてシドニー港を攻撃した。また、アメリカとオーストラリアの間のシーレーンを奪取し、オーストラリアと休戦に持ち込む米豪遮断作戦も発動されたが、ミッドウェイ海戦での敗北以後、次第に劣勢となった日本軍は「転進」を余儀なくされ、本土上陸が行われることはなかった(大日本帝国海軍によってオーストラリア北岸地域の占領が計画されていた)。

## 「ミドル・パワー」として

### メンジーズ時代
大戦後、オーストラリアは日本に進駐し、極東国際軍事裁判には裁判長を送って対日強硬論を展開した。しかし共産圏拡大の動きは、オーストラリアにとって新たな脅威となった。自由主義陣営は社会主義陣営と対立し、ここに冷戦構造が築かれたが、その盟主はイギリスではなく、成長著しいアメリカであった。
このような情勢にあって、1949年に地方党との連立政権を樹立したのが、再び政権に返り咲いたロバート・メンジーズであった。メンジーズは対米依存の強化による安全保障体制の確立に努め、同時にイギリスへの忠誠を示して伝統的保守層の離反を巧みに回避した。また、己の政敵となりうる党内の有力者には、名誉職を用意してその影響力を削いだ。こうしてメンジーズは、1966年まで16年余りに及ぶ長期政権を築いた。
社会主義体制が孕む諸問題を鋭く批判して有権者の支持を集めたメンジーズは、当選後も冷戦構造の確立を背景に、労働党や共産党を牽制した。また、英米を中心に共産主義脅威論が高まる中、オーストラリア共産党の非合法化を図ったが、これは1951年の国民投票の結果否決された。しかし、こうした過程で共産党は壊滅的な打撃を受け、野党第一党の労働党は分裂して弱体化した。さらに、この分裂劇の結果誕生した反共労働党（1957年、「民主労働党」に改称）が労働党を激しく攻撃するに及んで、メンジーズ政権はいよいよ磐石なものとなった。
経済面では、イギリスを始めとする欧州との取引が減少する中、日本やアメリカとの貿易を進展させた。国内には反日感情が強く残っていたが、「日本の左傾化を防止するために良好な経済環境を構築する必要がある」との観点から国内の説得工作を行い、1957年に日本との間に通商協定を締結した。1960年代からはウランやボーキサイトなど重金属の採掘が盛んになり、対日・対米輸出が急増した。こうした動きは、1966年の通貨単位変更（ポンドからオーストラリア・ドル（以下「豪ドル」）へ）に繋がり、対英依存の弱まりが次第に鮮明になっていった。
外交・軍事面では、1951年にサンフランシスコ講和条約を締結して日本との関係を修復する一方、アメリカ及びニュージーランドとの三国軍事同盟、即ち太平洋安全保障条約 (ANZUS) に調印し、日本の再軍備や共産勢力の膨張に備えた。一方、東南アジアへの共産主義の浸透防止を図るべく、「コロンボ・プラン (Colombo Plan) 」と呼ばれる経済・技術・教育援助を行い、また東南アジア条約機構 (SEATO) に原加盟国として参加した。ベトナム戦争に際しては、1965年に派兵を決定したが、死傷者の増加に伴い批判的な世論が広がった。
メンジーズは、1966年に首相を辞して政界を去った。自由党・地方党連合はメンジーズ退陣後も、ハロルド・ホルト (Harold Holt) 、ジョン・マッキュエン (John McEwen)、ジョン・ゴートン (John Gorton) 、ウィリアム・マクマホン (William McMahon) の4首相を輩出した。4名はメンジーズの強い影響下にあったため、メンジーズ政権発足からマクマホン政権崩壊までの約23年間を「メンジーズ時代」と呼ぶ。メンジーズ後の出来事としては、アボリジナルへの公民権付与、経済協力開発機構 (OECD) への加盟などが特筆される。
しかし、ホルトが在任中に不慮の死を遂げた頃から、与党間の歪みが次第に表面化した。国防相ジョン・マルコム・フレイザー（John Malcolm Fraser：のち首相）がベトナム政策での対立から離反したのを切っ掛けに、ゴートンは自由党から不信任を突き付けられた。地方党との関係にも綻びが生じ、混乱に陥った自由党は、1972年12月の総選挙でゴフ・ホイットラム率いる労働党に政権を明け渡した。

### ウィットラム政権
ホイットラムは、メンジーズ時代とは大きく異なる政策を次々と打ち出した。内閣発足直後に中華人民共和国を国家として承認し、同時に東ドイツやポーランドとの国交も正常化して、社会主義諸国との関係を改善した。泥沼のベトナムからの完全撤兵が象徴するように、米国の世界戦略の批判もしたが、ANZUSを安全保障の基軸に据える方針は維持した。一方、反共的性格の濃厚なSEATOからは段階的に手を引いた。このように、ホイットラム政権の頃からオーストラリアは、大国でも小国でもない「ミドル・パワー」としての独自外交の模索を始めた。
この他、能力重視の移民選別を実施した結果、東南アジアを中心とするアジア系移民が拡大した。当初の意図に反する結果ではあったが、これによって政権は高い評価を得た。
内政では、また、かねてよりアボリジナルが要求していた土地所有権を承認した（実務上の問題などにより、実施されたのはホイットラム退陣後の1977年）。「メディバンク (Medibank) 」と称する健康保険制度の創設や、大学授業料の無料化も行った。しかし、この高福祉政策は歳出の大幅な増加をもたらし、国家財政を圧迫した。石油危機の影響も相俟って物価や失業率は上昇し、野党勢力は緊縮財政への路線転換を主張して、与党が提出した予算案の審議を拒絶した。
議会の混乱を見兼ねた連邦総督ジョン・カー (John Kerr) は1975年11月、憲法第64条を根拠に首相を解任し、野党自由党党首のフレイザーを暫定首相に任命した。予算法案は上院で可決されたものの、下院ではフレイザー首相の不信任が可決された。カー総督はフレイザー首相より両院不一致であり憲法第57条第1項の定める解散の要件に該当するとして議会解散の助言があったため、それにもとづいて議会を解散させた。
「もはや名誉職に過ぎない」とみられていた連邦総督が最高権力者としての実力を行使したこの事件は、その是非を巡る一大憲法論争に発展したが、ホイットラムは憲法に従い首相職を退いた。12月の総選挙の結果、自由党・国民地方党連合が労働党に大差を付けて上下両院を制し、フレイザーが政権を掌握した。

### フレイザー政権
ソ連のアフガニスタン侵攻を巡って米ソが対立するなど、世界は「新冷戦」と呼ばれる緊張状態を迎えていた。フレイザーはソ連によるインド洋進出の動きに対抗し、国内の海軍基地を米軍に使用させるなど、反ソを軸とする対米関係強化に努めた。また、南アフリカ共和国のアパルトヘイトを指弾し、ジンバブエ独立を支持するなど、イギリス連邦内での問題で影響力を行使した。その一方で、ASEAN諸国からの強い要求に応じてベトナム難民を大量に受容したことが示すように、ASEANとの関係を重視し、アジア太平洋経済協力 (APEC) の設立を提唱するなど、第三世界発展の主導者として自国を位置付ける戦略を採った。
内政では、前政権が残した課題であるインフレの抑制に取り組み、緊縮政策に舵を切った。一時は景気も上向いたが、その矢先に第2次石油危機が発生した。これに対処するため、財政出動を実施した結果、再び物価は上昇に転じた。1980年10月の選挙では労働党に追い上げられ、1981年4月には、後継者と目されていた労使関係相ピーコック (Andrew Peacock) が造反した（1982年10月、商工相として再入閣）。求心力の低下したフレイザーは1983年3月5日、野党労働党の内紛に乗じて総選挙に踏み切り、政権の維持を図ったが、あえなく敗北して総辞職に追い込まれた。

### キーティング政権
フレイザーから政権を奪取した労働党のロバート・ホーク (Robert Hawke) は、オーストラリア労働組合評議会 (ACTU) の議長を長年務め、高い支持を集めてきた人物である。政治家に転身してから3年、党首に就任してから1ヶ月余りという異例の速さで首相に上り詰めた。
党内の懸案であったホーク派とヘイドン (Bill Hayden) 派との内紛は、ヘイドンを外相に据えることで決着した。就任直後に連邦政府及び州政府の首脳、経済団体、労働組合、消費者団体の各代表を一堂に集めた「全国経済サミット」を開催し、経済問題解決の意欲を示したホークは、豪ドルの10%切り下げを断行した。また、中国やソ連との経済関係強化に努めた。
ホークは国際問題にも関心を寄せ、南太平洋非核地帯条約（ラロトンガ条約）締結やアジア太平洋経済協力 (APEC) の結成で手腕を発揮した。カンボジア問題に際しては、第三者としての立場から解決を図ったが、東南アジア諸国からの反発を招いた。
他に注目される事績としては、ANZUS体制崩壊の回避がある。1984年にニュージーランドで成立した労働党政権は、選挙時の公約に則り核積載艦船の入港を拒否した。これにアメリカが反発し、ANZUS破棄を示唆したが、オーストラリアが両国の間に立って、間接的に3国の関係を維持することで危機を乗り切った。ただし、以後ANZUSは事実上、米豪の2国間協定となっている。
1990年代に入ると、ホーク内閣の蔵相ポール・キーティング (Paul Keating) が首相に就いた。キーティングはホークとの抗争の末に政権を獲得したが、基本的にはホークの路線を継承した。ヘイドンの後任の外相を務めたギャレス・エヴァンズ (Gareth Evans) は留任し、国際的安全保障会議の創設を提案した。
一方、エリザベス2世の訪豪以来、国内では立憲君主制の是非を巡る論議が盛んになった。1995年6月発表の政府案では、2001年までの共和制移行を目指す方針が示された。しかし、次代のハワード政権下で行われた国民投票で、共和制導入案は否決された。

### ハワード政権
1996年3月、下院選に勝利した自由党のジョン・ハワードが、13年ぶりに労働党から政権を奪回した。ハワードは財政再建のため教育・福祉予算を削減し、さらに消費税導入にも取り組んだ。しかしこれが影響し、1998年の選挙で与党は上院で過半数を割った。
イラク戦争を支持したハワード政権は、サマーワに1,400人規模の部隊を駐留させ、日本の自衛隊と協力して復興支援と治安回復に当たった。世論調査では、イラク戦争の是非については大半が「誤った戦争であった」と答えたが、駐留に対しては「治安回復のため、最後まで責任を果たすべきである」などの理由から、容認する意見が多かった。これを背景に、ハワードはイギリスが部隊を撤収した後も「イギリスの穴は我々が埋める」と表明して駐留を続けた。アフガニスタンにも約800人の部隊を派遣し、対米協調姿勢を鮮明にしている。
この他、東ティモールへのPKOに参加したが、派遣された兵士が民間人2名を殺害した事件をきっかけに、現地の反発を招いた。
2007年3月に訪日したハワードは、「日豪安全保障協力に関する共同宣言」に署名した。テロ対策や大量破壊兵器の拡散防止での協力、オーストラリア軍と自衛隊の共同訓練の実施などを柱としており、相互防衛を謳ったものではないが、アジアでの存在感強化や日米豪3国の連携を視野に入れている。一方で、中国の反発が懸念されており、今後の対応が注目される。

### ラッド政権
2007年11月の総選挙は大方の予想を覆して労働党が勝利し、ケビン・ラッドが新たな首相に就任した。ラッド政権は先住民への歴史的な謝罪、金融危機の深刻化に伴い財政出動を実施。金融サミットの開催にも一役買うなど献身的な働きぶりを見せている。

### アルバニージー政権
2022年10月、前政権であるモリソン政権が発表したイスラエルに対する西エルサレムの首都認定を撤回。

## 年表
- 1606年 - ルイス・バエス・デ・トレス、トレス海峡を航海
- 1642年 - アベル・タスマン、タズマニア島及びニュージーランドを発見
- 1688年 - ウィリアム・ダンピア、オーストラリア西海岸に到達
- 1770年
  - 4月29日 - ジェームズ・クック、ボタニー湾に上陸
- 1788年
  - 1月18日 - 第1船団のサプライ号、ボタニー湾に到着
  - 1月25日 - アーサー・フィリップ、シドニー入り江に到着
  - 1月26日 - 第1船団の全ての艦船が到着
  - 2月7日 - 植民地建設の式典開催
- 1790年
  - 6月26日 - ニュー・サウス・ウェールズ軍団の最初の部隊が到着
  - 6月28日 - 第2船団の全ての艦船が到着
- 1791年
  - 9月26日 - アイルランドから初の流刑船到着
  - 10月24日 - 第3船団の艦船、初の捕鯨に出発
- 1795年
  - 9月11日 - ジョン・ハンター、第2代総督に着任
  - 10月26日 - マシュー・フリンダース (Mathew Flinders)、ボタニー湾を探検
- 1797年12月3日 - ジョージ・バス、シドニー南方を探検
- 1800年
  - 9月28日 - フィリップ・ギドリー・キング、第3代総督に着任
  - 12月14日 - ノーフォーク島で予定されていた反乱計画が発覚。総督府、首謀者2名を殺害
- 1802年 - マシュー・フリンダーズ、大陸周遊を開始（ - 1803年）
- 1803年
  - 3月5日 - オーストラリア初の新聞『シドニー・ガゼット』創刊
  - 9月12日 - イギリス、タズマニア島へ入植開始
- 1804年3月4日 - キャッスル・ヒルの囚人反乱 (Castle Hill convict rebellion) 発生。アイルランド人の首謀者フィリップ・カニンガムは2日後処刑
- 1806年
  - 8月13日 - ウィリアム・ブライが第4代総督に着任
  - タズマニア島に捕鯨基地建設
- 1807年12月16日 - ジョン・マッカーサー逮捕
- 1808年1月26日 - ラム反乱発生
- 1810年1月1日 - ラクラン・マクォーリー、第5代総督に着任
- 1813年 - グレゴリー・ブラックスランドら、ブルー山脈踏破に成功
- 1815年 - バサースト建設
- 1817年
  - 4月8日 - ニュー・サウス・ウェールズ銀行（オーストラリア初の銀行）設立
  - 9月30日 - ジョン・マッカーサー、オーストラリアに帰還
- 1821年12月1日 - トマス・ブリズベン、総督に就任
- 1822年 - 植民地調査委員ジョン・トマス・ビッグ、報告書「ニュー・サウス・ウェールズ植民地の状態（ビッグ報告）」を提出。流刑囚への扱いを厳しくするよう進言
- 1825年
  - 6月14日 - ヴァン・ディーメンズ・ランド（のちのタスマニア）がニュー・サウス・ウェールズから分離
  - 12月19日 - ラルフ・ダーリング、総督に着任
- 1827年 - イギリス、オーストラリア全土の領有を宣言
- 1830年
  - 9月7日 - ジョン・ラッセルら、タズマニア島のポート・アーサーに流刑植民地を設立
  - 10月25日 - ジョージ・アーサー、タスマニア島でアボリジナル掃討計画「ブラック・ライン (Black Line) 」を実行
- 1835年 - ポート・フィリップへの入植開始
- 1836年
  - 1月12日 - チャールズ・ダーウィン、シドニーに到達
  - 1月22日 - 南オーストラリア会社設立
- 1838年 - マイオール・クリークの虐殺 (Myall Creek Massacre)
- 1840年 - ニュー・サウス・ウェールズで流刑制度廃止
- 1841年 - ステイテン・ランド、オーストラリア植民地から分離

- 1850年

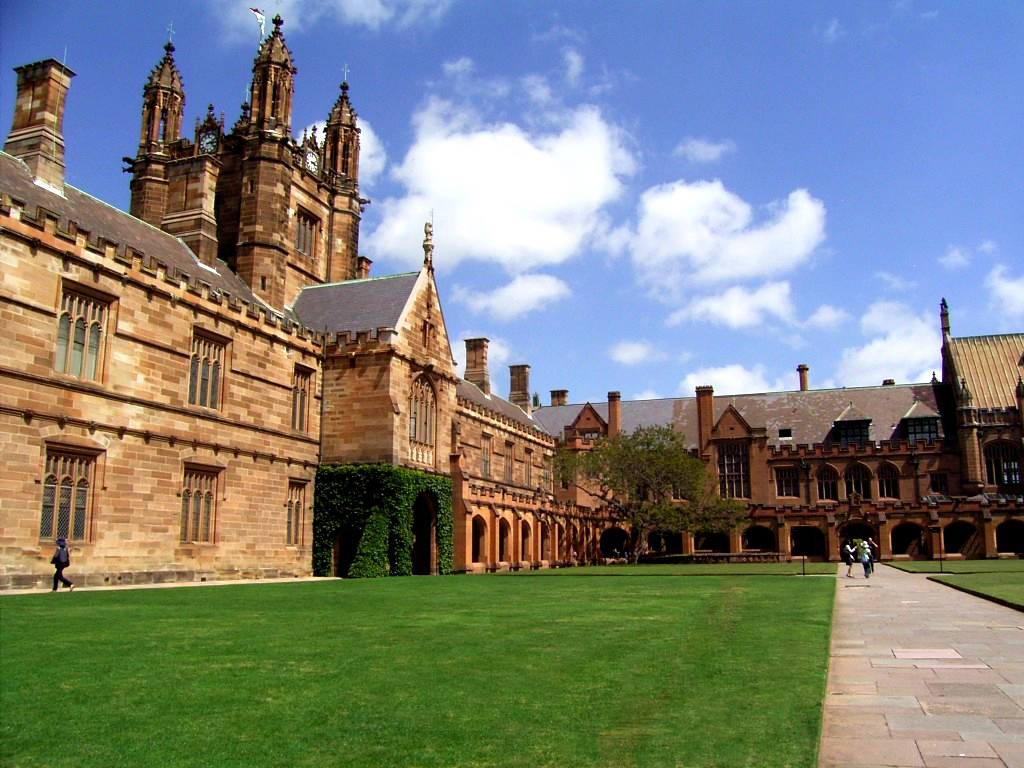
シドニー大学

  - 8月5日 - オーストラリア植民地政府法 (The Australian Colonies Government Act) 成立
  - 10月1日 - シドニー大学設置法成立
- 1851年
  - 2月12日 - エドワード・ハモンド・ハーグレイヴス (Edward Hammond Hargraves) とジョン・リスター (John Lister) 、ルイス・ポンズ・クリーク (Lewis Ponds Creek) で金発見。金鉱を「オウファ (Ophir) 」と命名
  - 6月 - テューロン川で金鉱発見
  - 7月1日 - ヴィクトリアがニュー・サウス・ウェールズから分離
  - 7月2日 - バララット (Ballarat) の北方65キロ地点で金発見
- 1853年
  - 1月22日 - メルボルン大学設置法成立
  - 5月26日 - ヴァン・ディーメンズ・ランドへ最後の流刑船到着。同植民地での流刑制度廃止
- 1854年
  - 11月11日 - バララット改革同盟 (Ballarat Reform League) 結成。ユーリーカ砦に籠城し、普通選挙権の賦与や金採掘料撤廃を要求
  - 12月3日 - ユーリーカ砦の攻防戦
- 1855年 - ニュー・サウス・ウェールズ、ヴィクトリア、ヴァン・ディーメンズ・ランドで責任政府成立
- 1856年
  - 1月1日 - ヴァン・ディーメンズ・ランドをタズマニアに改称
  - 10月 - 南オーストラリアで責任政府成立
- 1859年 - クィーンズランドがニュー・サウス・ウェールズから分離
- 1860年
  - 8月 - ラミング・フラット (Lambing Flat) で金発見
  - 8月20日 - ロバート・バークら、大陸縦断探検に出発。翌年2月、カーペンタリア湾岸に到達
- 1861年
  - 2月 - ラミング・フラット暴動 (Lambing Flat riots)
  - 5月25日 - フランシス・トマス・グリゴリー、西オーストラリアを探検。途中、真珠を発見
- 1863年7月6日 - ノーザン・テリトリー、ニュー・サウス・ウェールズから分離
- 1865年5月5日 - ベン・ホール射殺
- 1868年1月10日 - 西オーストラリア、流刑制度を廃止
- 1872年 - ロンドン - アデレード間に通信線敷設
- 1875年 - メルボルン国際博覧会開催
- 1876年
  - 南オーストラリア、オーストラリアで初の労働組合合法化を実施
  - 5月8日 - タズマニアの純血アボリジナルが絶滅
- 1879年9月17日 - シドニー国際博覧会開催
- 1880年
  - 10月1日 - メルボルン国際博覧会開催
  - 11月11日 - ネッド・ケリー (Ned Kelly) 処刑
- 1883年8月21日 - メルボルン - シドニー間に鉄道敷設
- 1890年
  - 8月15日 - 西オーストラリアで責任政府成立
  - 兼松商店のシドニー支店開設
- 1891年5月 - 第1回連邦憲法制定会議開催
- 1893年
  - カルグーリー (Kalgoorlie) で、オーストラリア最大の金鉱発見
  - 1月28日 - メルボルンのフェデラル・バンク・オヴ・オーストラリアが倒産
  - 7月31日 - コロワ会議開催
- 1894年
  - 5月 - オーストラリア労働者組合 (Australian Workers' Union, AWU) 結成
  - 12月21日 - 南オーストラリア、女性の選挙権・被選挙権を承認
- 1896年11月17日 - バサーストで人民憲法制定会議開催
- 1899年
  - 10月 - ボーア戦争に義勇兵を派遣。オーストラリア史上初の海外出兵
  - 12月1日 - クィーンズランドで世界初の労働党政権成立
- 1900年
  - 7月 - 義和団の乱に出兵
  - 7月9日 - イギリス議会でオーストラリア連邦法が可決、成立

- 1901年

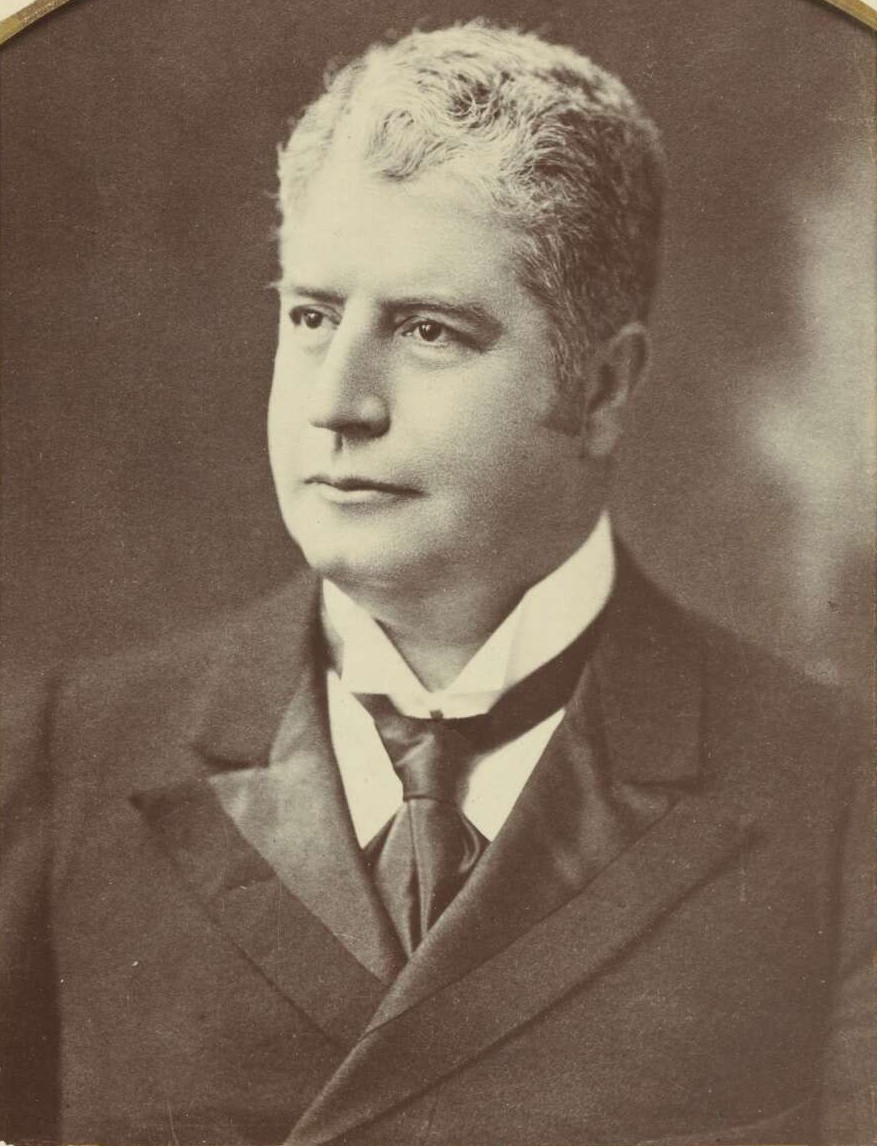
初代首相バートン

  - 1月1日 - オーストラリア連邦成立、バートン政権成立
  - 5月9日 - 第1回連邦議会開会
  - 12月23日 - 連邦移民制限法が成立
- 1903年
  - オーストラリア国旗制定
  - 9月24日 - ディーキン政権（第1期）成立
- 1904年
  - 3月1日 - 連邦防衛法（国防法）施行
  - 4月27日 - ワトソン政権成立
  - 8月18日 - リード政権成立
  - 12月15日 - 連邦調停仲裁法成立
- 1905年
  - 7月5日 - ディーキン政権（第2期）成立
  - 9月5日 - オーストラリア国民防衛連盟結成
- 1906年9月1日 - イギリス領ニュー・ギニアの直轄統治開始
- 1908年
  - 初の連邦関税設定
  - 10月10日 - 下院、ヤス＝キャンベラ地域を首都建設地に選定。11月6日、上院が同意
  - 11月13日 - フィッシャー政権（第1期）成立
- 1909年
  - 自由党（前期）結成
  - 6月2日 - ディーキン政権（第3期）成立
  - 12月13日 - 連邦防衛法に基づき、陸軍大学を設置
- 1910年
  - 4月29日 - フィッシャー政権（第2期）成立
  - 10月10日 - 連邦銀行紙幣法成立
  - 11月25日 - 海軍防衛法成立、連邦海軍創設
- 1911年
  - 1月1日 - オーストラリア首都特別地域 (Australian Capital Territory, ACT) がニュー・サウス・ウェールズから分離
  - 6月 - ダントゥルーン陸軍士官学校設立
- 1912年7月15日 - オーストラリア連邦銀行 (Commonwealth Bank) 設立
- 1913年6月24日 - クック政権成立
- 1914年
  - 8月4日 - イギリスがドイツに宣戦布告
  - 9月15日 - ドイツ領ニュー・ギニアを占領
  - 9月17日 - フィッシャー政権（第3期）成立
- 1915年
  - 4月25日 - ガリポリ半島上陸
  - 10月27日 - ヒューズ政権成立
- 1916年
  - 6月6日 - 退役軍人組織「オーストラリア帝国連盟 (Returned Sailors and Soldiers Imperial League of Australia：現Returned and Services League of Australia , RSL) 」結成
  - 10月28日 - 海外徴兵制の是非を問う国民投票実施。反対多数（賛成1,087,577票、反対1,160,033票）で否決
  - 11月14日 - 労働党分裂。民族労働党結成
- 1917年
  - 2月7日 - 国民労働党と自由党が合併、ナショナリスト党結成
  - 10月17日 - 大陸横断鉄道開通
- 1919年
  - 1月18日 - パリ講和会議開催。オーストラリアからは首相ヒューズらが参加
  - 1月25日 - 国内初の「スペイン風邪」発症者をシドニーで確認
  - 6月28日 - ヴェルサイユ条約に調印
- 1920年
  - 国際連盟に加盟（イギリス連邦の一員・国際法上の準主権国家として）
  - 1月22日 - 地方党結成
  - 10月30日 - オーストラリア共産党結成
  - 11月16日 - カンタス航空設立
- 1921年
  - 3月31日 - オーストラリア空軍設立
  - 11月12日 - ワシントン軍縮会議に参加
- 1923年2月9日 - ブルース政権成立
- 1924年7月17日 - 連邦選挙に義務投票制(Compulsory Voting)を導入
- 1927年
  - 5月3日 - オーストラリア労働組合評議会 (Australian Council of Trade Unions, ACTU) 結成
  - 5月7日 - キャンベラの国会議事堂が稼動開始
- 1928年8月 - コニストンの虐殺 (Coniston massacre)
- 1929年
  - 10月22日 - スカリン政権成立
  - 11月1日 - 徴兵制廃止、志願制に移行
  - 12月17日 - 金本位制停止
- 1931年
  - 1月22日 - アイザック・アイザックス (Issac Issacs)、オーストラリア人初の連邦総督に就任
  - 1月6日 - ニュー・ガード (New Guard) 結成
  - 5月5日 - 統一オーストラリア党結成
  - 12月11日 - ウェストミンスター憲章成立
- 1932年
  - 1月6日 - ライオンズ政権成立
  - 3月19日 - シドニー・ハーバー・ブリッジ開通
  - 7月1日 - オーストラリア放送協会 (Australian Broadcasting Commission, ABC：現Australian Broadcasting Corporation) 設立
- 1933年4月8日 – 西オーストラリア州で、連邦からの離脱を問う人民投票実施。賛成多数で離脱決定
- 1934年1月 - カルグーリー暴動 (Kalgoorlie riots)
- 1935年 - 総理府から外交部門を分離、外務省設立
- 1936年8月24日 - オーストラリア南極受領条約を批准。南極大陸の半分を領有
- 1939年
  - 4月7日 - ライオンズ、在職中に死去。ペイジ政権成立
  - 4月26日 - メンジーズ政権（第1期）成立
- 1940年 - 公使館をアメリカ（1月）及び日本（12月）に設置
- 1941年
  - 米軍、オーストラリアに駐留
  - 1月16日 - メンジーズ、育児手当制度の創設を発表
  - 8月29日 - ファデン政権成立
  - 10月7日 - カーティン政権成立
  - 12月9日 - 日本に宣戦布告
- 1942年
  - 1月1日 - 夏時間導入（ - 1944年）
  - 5月7日 - 珊瑚海海戦
  - 5月31日 - 日本の特殊潜航艇によるシドニー港攻撃
  - 10月9日 - ウェストミンスター憲章を批准
- 1944年
  - 1月21日 - ニュージーランドとの間に安全保障協定（ANZAC協定）締結、2月1日発効
  - 8月5日 - カウラ捕虜収容所で日本人捕虜が集団脱走（カウラ事件）
  - 12月 - 自由党（後期）結成
- 1945年
  - 7月5日 - カーティン、在職中に死去。6日、フォード臨時政権成立
  - 7月13日 - チフリー政権成立
  - 8月 - 移民省設立
  - 10月24日 - 国連に加盟（国際法上の主権国家として）
  - ハワード・ウォルター・フローリー (Howard Walter Florey)、ノーベル賞（生理学・医学賞）を受賞。オーストラリア人初のノーベル賞受賞者に
- 1946年12月13日 - 国連、オーストラリアによるパプア及びニュー・ギニアの委任統治を承認
- 1947年
  - 2月6日 - 南太平洋委員会 (South Pacific Commission, SPC：現South Pacific Community) 設立
  - 11月18日 - 関税および貿易に関する一般協定 (GATT) の受諾決定
- 1948年
  - 9月 - 外相エヴァット、国連総会の議長に就任
  - オーストラリア国籍・市民権法成立。翌年1月26日施行
- 1949年
  - 3月10日 - パプア・ニュー・ギニア法成立。パプアとニュー・ギニアとの合併が決定
  - 12月19日 - メンジーズ政権（第2期）成立
- 1950年
  - オーストラリア国旗の正式使用開始
  - 1月9日 - 英連邦外相会議開催。コロンボ・プランの設立を決定
  - 6月29日 - 朝鮮戦争への参戦決定
- 1951年
  - 9月1日 - 太平洋安全保障条約 (ANZUS) 締結
  - 9月9日 - サンフランシスコ講和条約に調印
  - 9月20日 - 共産党の非合法化を目的とする憲法改正案、国民投票で否決
- 1952年
  - 10月3日 - イギリス初の原爆実験、モンテペロ島 (Montebello Islands) で実施
  - 英豪食肉15ヵ年協定締結
- 1954年
  - 2月3日 - エリザベス2世、在任中のイギリス国王として初めて訪豪
  - 4月13日 - 連邦政府、駐豪ソ連大使秘書ヴラディーミル・ペトロフが亡命を申請したことを発表。ペトロフ事件 (Petrov Affair) の始まり
  - 9月8日 - 東南アジア条約機構 (SEATO) 発足
- 1955年 - 労働党分裂。4月17日、反共労働党結成（1957年、民主労働党に改称）
- 1956年11月22日 - メルボルンオリンピック開催
- 1957年7月6日 - 日豪通商協定締結
- 1958年1月7日 - クリスマス島、英領シンガポールからオーストラリアの管轄に移行
- 1959年
  - 3月 - 人口1000万人を突破
  - 6月4日 - ソ連との国交を正常化
  - 12月1日 - 南極条約に調印
- 1962年5月 - 南ベトナムに軍事顧問団を派遣
- 1965年
  - 労働党、党綱領から白豪主義を謳った記述を削除
  - 4月29日 - ベトナム戦争への派兵を決定
- 1966年
  - 1月26日 - ホルト政権成立
  - 2月14日 - 通貨を豪ドルに移行、1シリング = 10セントに改定
  - 10月20日 - 米国大統領ジョンソン訪豪
- 1967年
  - 5月27日 - アボリジナルへの公民権付与が国民投票で可決。連邦憲法改正へ
  - 11月19日 - オーストラリア初の人工衛星打ち上げ
  - 12月17日 - ホルト、在職中に失踪。19日、マッキュエン政権成立
- 1968年
  - 1月31日 - ナウル独立
  - 1月10日 - ゴートン政権成立
- 1969年 - 自由党分裂。オーストラリア党結成
- 1970年
  - 2月23日 - 大陸横断鉄道「インディアン・パシフィック」、運行開始
  - 3月30日 - エリザベス2世ら、クック到着200周年記念式典出席のため訪豪。アボリジナルが反発
- 1971年
  - OECDに加盟
  - 3月10日 - ゴートン辞任。12日、マクマホン政権成立
  - 4月 - 5か国防衛取極 (FPDA) 締結
  - 第1回南太平洋諸国会議 (SPF) 開催
- 1972年
  - アボリジナル問題省設立
  - 12月5日 - ホイットラム政権成立
  - 12月21日 - 中華人民共和国と国交樹立
- 1973年
  - パトリック・ホワイト、ノーベル文学賞を受賞
  - 2月1日 - 英豪貿易協定終了
  - 10月 - 東南アジア開発閣僚会議（第8回）に初めて参加
  - 10月20日 - シドニー・オペラハウス竣功記念式典開催
- 1974年
  - 2月26日 - ムンゴ湖畔で人類化石「ムンゴ・マン（Mungo Man）」発見
  - 12月25日 - サイクロン・トレーシー（英語版） が上陸。ダーウィンに甚大な被害をもたらす
- 1975年
  - 地方党、「国民地方党 (National Country Party) 」に改称
  - 9月16日 - パプア・ニュー・ギニア独立
  - 11月11日 - 連邦総督ジョン・カー、首相ホイットラムを解任。フレイザー政権成立
  - 12月 - 自由党・国民地方党連合、上下両院選挙で大勝
- 1976年6月 - フレイザー訪日。16日、日豪友好協力基本条約 (NARA) 締結
- 1977年
  - 自由党分裂。民主党結成
  - 6月30日 - SEATO解散
- 1978年
  - 2月13日 - イギリス連邦首脳会議開催中のヒルトン・ホテルで爆弾テロ。3人死亡
  - 7月1日 - ノーザン・テリトリー、立法議会設置の権限を獲得
- 1980年
  - 1月 - 大平正芳訪豪
  - 10月24日 - 「多文化テレビ」（多国語でのテレビ放送）、メルボルンとシドニーで放送開始
- 1982年
  - 10月16日 - 国民地方党、「オーストラリア国民党 (National Party of Australia) 」に改称
  - 5月20日 - フレイザー訪日。21日、鈴木善幸と会談し、保護貿易の抑制などを要請
- 1983年
  - 太平洋経済協力会議 (PECC) 開催
  - 国歌を「Advance Australia Fair」に決定
  - 3月11日 - ホーク政権成立
  - 4月11日 - 全国経済サミット開催
  - 12月9日 - 豪ドルが変動相場制に移行

- 1985年

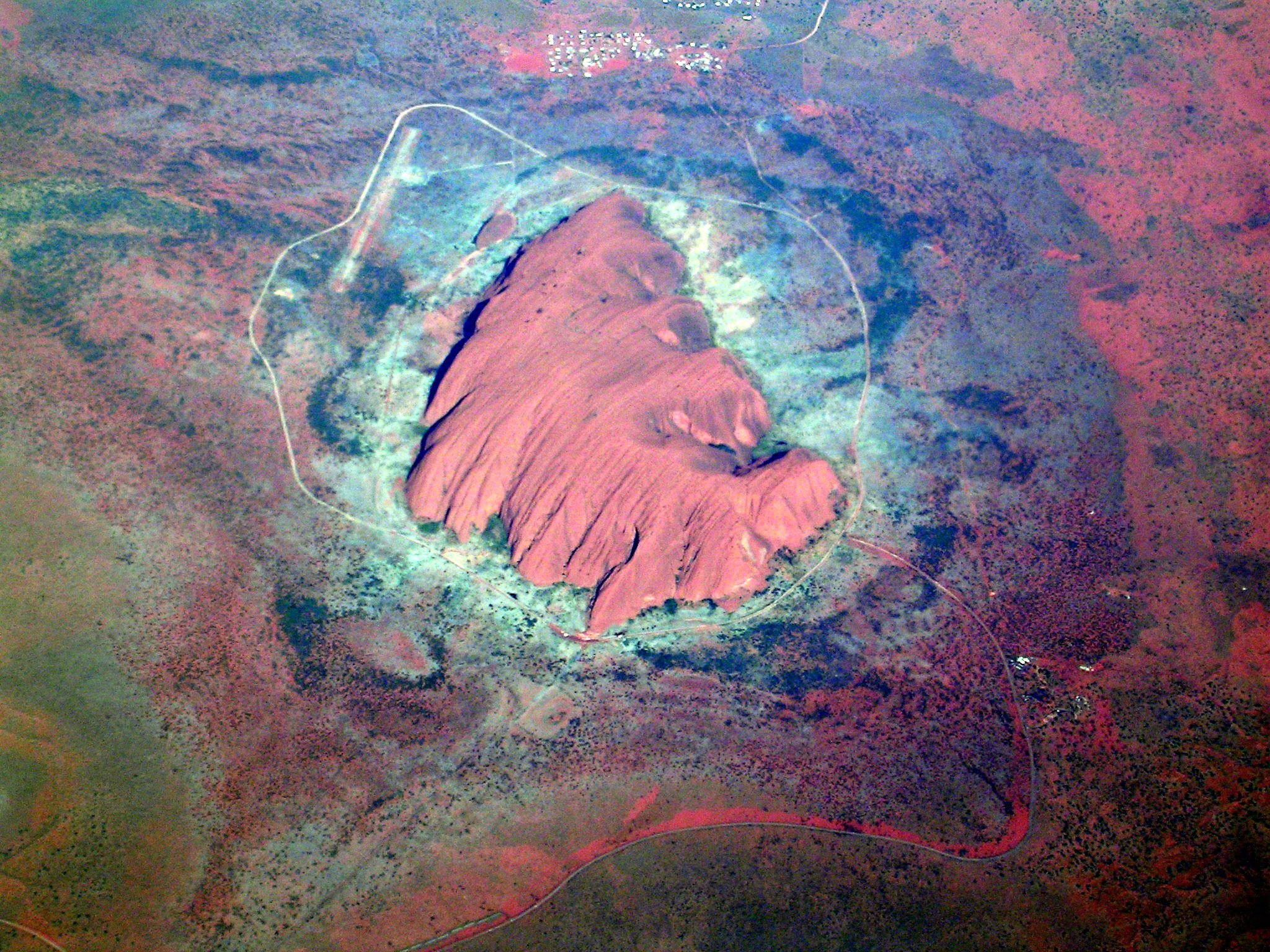
ウルル（エアーズ・ロック）

  - 8月 - 第16回南太平洋フォーラム開催。6日、南太平洋非核地帯条約（ラロトンガ条約）を採択
  - 10月26日 - 連邦政府、ウルル（エアーズ・ロック）及びその周辺地域の所有権をアボリジナルに返還
  - 12月9日 - イギリス議会、オーストラリア法を可決。オーストラリア人の枢密院への上告の権利を廃止し、オーストラリアの独立を承認
- 1986年
  - 3月3日 - オーストラリア法施行
  - 11月23日 - メルボルンでトルコ領事館爆破事件発生
- 1988年
  - 1月26日 - 入植200年祭開催。アボリジナルが反発
  - 4月30日 - ブリスベーン万博開催
  - 5月9日 - 首都キャンベラに新国会議事堂が竣功
- 1989年 - オーストラリア共産党、解党を決定
- 1990年
  - 移民枠を14万人から12万人に削減
  - 8月13日 - イラクによるクウェート侵攻に反対し、多国籍軍に参加
- 1991年
  - 湾岸戦争発生。駆逐艦3隻を派遣
  - 12月20日 - キーティング政権成立
- 1992年
  - 国際連合カンボジア暫定統治機構 (UNTAC) のPKOに協力、部隊を派遣
  - 11月 - 戦後最高の失業率（11.4%）を記録
- 1993年12月22日 - 先住権限法成立。翌年1月1日発効
- 1994年12月30日 - 連邦政府、中国人の不法入国抑制を目的とする、移民法改正の方針を表明
- 1995年
  - 環インド洋国際フォーラム (IFIOR) 、西オーストラリアの州都パースで開催
  - 5月25日 - 「末期患者の権利法 ( Rights of the Terminally Ill Act) 」、ノーザン・テリトリーで成立。翌年9月22日、初の合法安楽死を実施
  - 6月 - 連邦政府、2001年までの共和制移行を目指す提案を発表
  - 6月 - 核実験再開を決定したフランスに抗議して、駐仏大使を召還
  - 7月31日 - 連邦政府、保有するカンタス株を放出
- 1996年
  - 3月11日 - ハワード政権成立
  - 4月28日 - ポート・アーサーで銃乱射事件発生（ポートアーサー事件）。35人死亡
- 1997年
  - 上院議員ポーリン・ハンソン、アジア系移民の抑制やアボリジナル優遇の廃止を主張して「一国家党 (One Nation Party) 」を結成
  - 3月25日 - 上院、ノーザン・テリトリーの「末期患者の権利法」を無効化
- 1998年
  - 7月6日 - 連邦裁判所、アボリジナルに海域での先住権を初めて認める
  - 10月3日 - ノーザン・テリトリーで住民投票実施。州への昇格を拒否
  - 10月19日 - オーストラリア証券取引所が株式会社化
- 1999年
  - 7月5日 - ハワード訪日
  - 9月16日 - インドネシア、オーストラリアとの安全保障協定を破棄
  - 9月20日 - オーストラリア軍を東ティモールに派遣、国連平和維持軍 (PKF) に参加
  - 11月6日 - 共和制移行の是非を問う国民投票実施。反対多数で否決
- 2000年
  - 5月 - 北朝鮮と国交回復
  - 9月15日 - シドニーオリンピック開催（ - 10月1日）
- 2002年
  - 6月5日 - ハワード、京都議定書の批准を拒否
- 2003年
  - 1月18日 - キャンベラ近郊で大規模な山火事発生
  - 6月1日 - グレート・バリア・リーフ保護計画発表
- 2005年12月 - クロナラ暴動発生
- 2007年
  - 3月6日 - 連邦政府、豪米などの企業連合によるカンタス航空買収を承認
  - 3月11日 - ハワード訪日。13日、安倍晋三と会談し、「日豪安全保障協力に関する共同宣言」に署名